# Christian Lovén (konstvetare)
Christian Yngve Lovén, född den 31 augusti 1956, är en svensk konstvetare. Han är docent i konstvetenskap specialiserad på medeltidens arkitektur. Han har publicerat studier om tidens borgar, kloster och kyrkor. Han är verksam inom projektet Det Medeltida Sverige vid Riksarkivet.
Christian Lovén avlade filosofie doktorsexamen 1996 med avhandlingen Borgar och befästningar i det medeltida Sverige. Han var senare en av huvudförfattarna bakom volymerna om Uppsala domkyrkas medeltida byggnadshistoria från projektet Sveriges kyrkor: konsthistoriskt inventarium vid Riksantikvarieämbetet.
Christian Lovén är son till konstnären Gösta Lovén (1917-1992) samt bror till science fiction-experten och docenten i litteraturvetenskap Svante Lovén.